# Tierra del Rey Christian X
Rey Christian X Land (en danés: Kong Christian X Land) es una zona del noreste de Groenlandia.

## Historia
La zona lleva el nombre del rey Cristián X de Dinamarca e Islandia (1870 – 1947), que ascendió al trono en 1912. Se informa que durante la expedición de tres años al este de Groenlandia, cuando Lauge Koch planeaba sobrevolar la región en 1932, dijo:

Acabemos con esto lo más rápido posible y luego podremos llamar todo esto Tierra King Christian X.

El nombre 'Tierra del Rey Christian X' se utilizó por primera vez en el mapa del Instituto Geodésico Danés de 1932 a escala 1:1 millón. En ese momento la zona estaba ocupada por Noruega y pasó a llamarse 'Tierra de Erik el Rojo' (Tierra de Eirik Raudes), pero la Corte Permanente de Justicia Internacional falló contra Noruega en 1933 y el país posteriormente abandonó sus reclamaciones.
Myggbukta fue una estación meteorológica y de radio noruega que operó en la costa de esta localidad de forma intermitente durante el siglo XX. 

## Geografía
La tierra King Christian X se extiende sobre el círculo polar ártico entre Scoresby Sound a 70°N y el fiordo de Bessel a 76°N. Limita con la Tierra del Rey Cristián IX al sur, la Tierra del Rey Federico VIII al norte y la capa de hielo de Groenlandia al oeste. La extensión de su territorio está incluido en la gran zona del Parque Nacional del Noreste de Groenlandia.
La región incluye los Alpes Stauning, la Tierra de Scoresby, así como las vastas extensiones de glaciares y fiordos del noreste de Groenlandia entre el área de la capa de hielo al oeste del fiordo Kaiser Franz Joseph y el extremo oriental de Wollaston Foreland en la costa del Mar de Groenlandia.
El área está deshabitada con la excepción de la estación Daneborg, el centro de investigación de Zackenberg ubicado cerca de la montaña Zackenberg y el puesto militar de Mestersvig.